# Scopula tsekuensis
Scopula tsekuensis är en fjärilsart som beskrevs av Louis Beethoven Prout 1935. Scopula tsekuensis ingår i släktet Scopula och familjen mätare. Inga underarter finns listade.